# تنزیل جریان نقدی
تنزیل جریان نقدی (به انگلیسی: discounted cash flow) در دانش مالی یکی از روش‌های قیمت گذاری است، که بمنظور برآورد دارایی‌های مالی و بررسی میزان جذابیت فرصت‌های سرمایه‌گذاری در سهام شرکت‌ها، مورد استفاده قرار می‌گیرد. برای تحلیل تنزیل جریان نقدی از تصویر جریان نقدی آتی شرکت استفاده و از طریق تنزیل آن (که گاهی اوقات از روش میانگین وزنی هزینه‌های سرمایه‌ای) برای رسیدن به ارزش فعلی سهام شرکت استفاده می‌شود، که برای ارزش‌گذاری پتانسیل‌های موجود در یک سرمایه‌گذاری، روشی سودمند بشمار می‌آید. اگر ارزشی که از طریق تحلیل مدل تنزیل جریان نقدی بدست می‌آید، بالاتر از ارزش خالص فعلی سهم باشد؛ به عنوان یک فرصت مناسب برای سرمایه‌گذاری تلقی می‌گردد.
جریان نقدی در علم اقتصاد به ورود و خروج نقدینگی در یک تجارت، کسب و کار، پروژه صنعتی یا اقتصادی گفته می‌شود. در حوزه اقتصاد، جریان نقدی اغلب در یک دوره زمانی محدود محاسبه می‌شود.